# Freistellung (Bild)

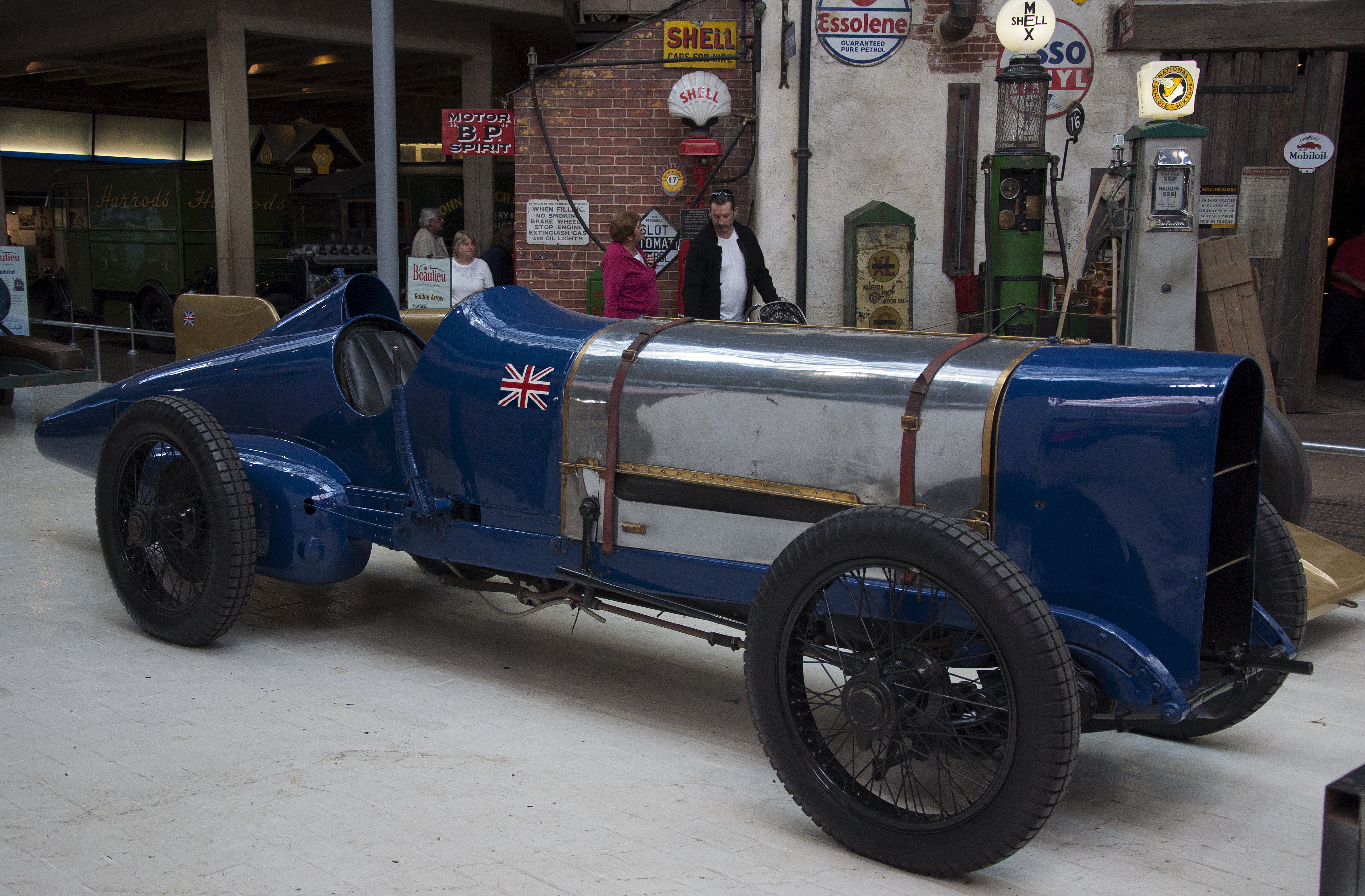
Originalbild

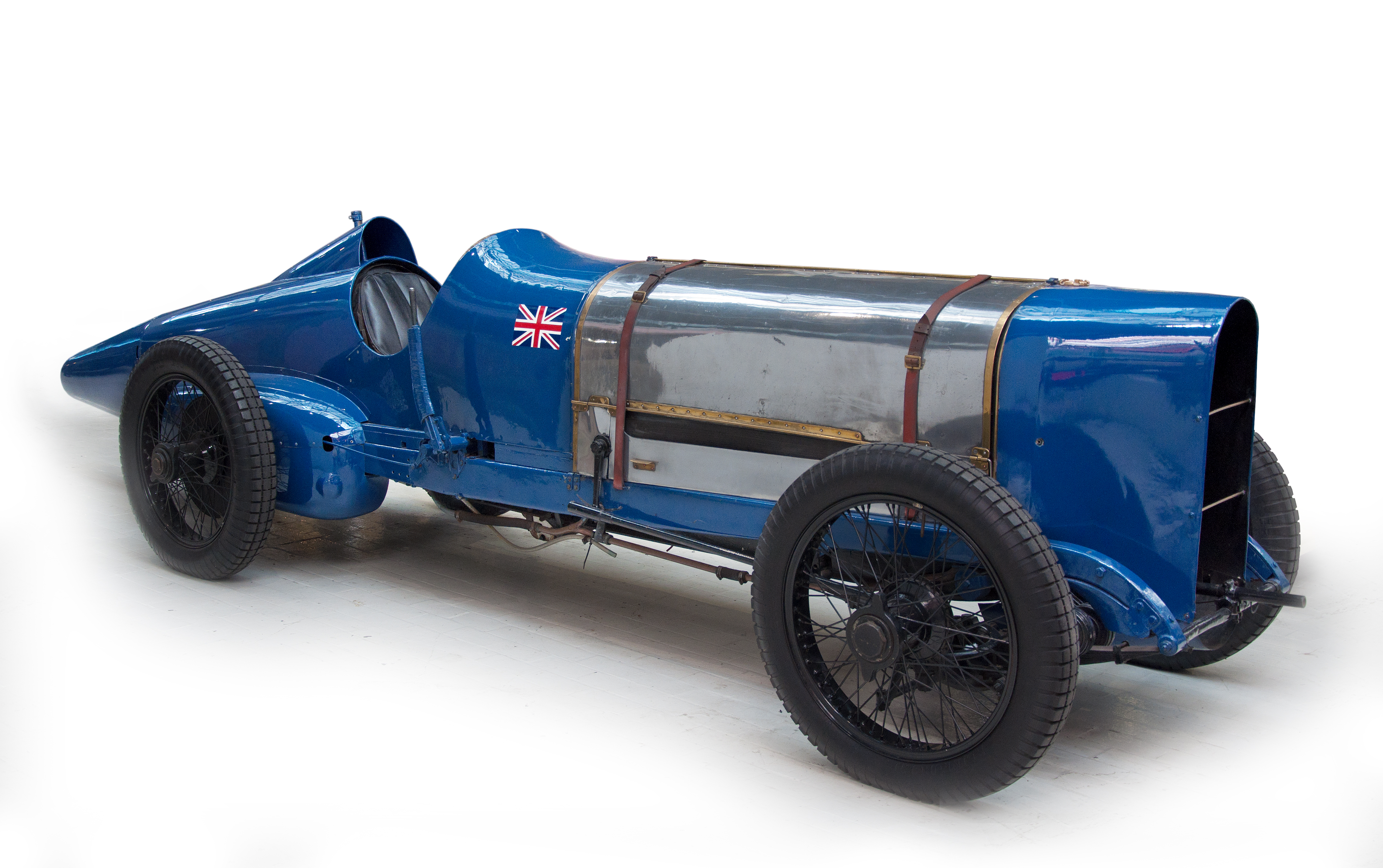
Freigestelltes Objekt

Freistellung bedeutet in der Fotografie, in der Druckvorstufe und in der Computergrafik die Befreiung eines Motivs von einem störenden Hintergrund; die Maske zum Freistellen eines Bildes nennt man in der Fachsprache üblicherweise einen Freisteller. Auch in den Druckerzeugnissen wird ein „freistehendes Objekt“ ohne Textbezug auf derselben Seite als „Freisteller“ bezeichnet. Oftmals wird dann im Folgetext darauf Bezug genommen.

## Anwendungsbereiche
Das Freistellen kann aus vielfältigen Gründen erforderlich werden. Die wichtigsten sind:
- Es soll sichergestellt werden, dass der Betrachter vom Hintergrund und anderem Beiwerk nicht abgelenkt wird; dabei findet bisweilen das partielle Freistellen statt. In diesem Fall werden unwichtige Bildbereiche nicht gänzlich zum Verschwinden gebracht, sondern lediglich abgeschwächt (Kontrastminderung bei gleichzeitiger Erhöhung der Helligkeit ähnlich der Highkey-Fotografie), um den Kontext des Motivs zu erhalten und gleichzeitig die Aufmerksamkeit des Rezipienten zu lenken.
- Man möchte Ausgangsmaterial für Fotomontagen schaffen, das Motiv soll also in beliebige andere Bildzusammenhänge eingefügt werden können, ein Grund, weshalb Freisteller in der Werbung eine überragende Rolle spielen.

Siehe auch: Bildagentur, Werbefotografie, Produktfotografie.

## Techniken bei der Aufnahme
Es gibt mehrere Techniken des Freistellens. Die erste besteht darin, bereits bei der Aufnahme einen zumeist rein weißen und schattenfrei ausgeleuchteten Hintergrund zu verwenden. Bei der Dunkelfeld-Aufnahme hingegen wird das Motiv auf einer ebenso reflexfrei ausgeleuchteten Glasplatte positioniert, die auf einer mattschwarz ausgekleideten oder lackierten Kiste, Wanne o. ä. liegt. Dadurch entsteht der Eindruck, als „schwebe“ das Motiv vor einem entfernten schwarzen Hintergrund (ähnlich einem Gestirn im Weltraum).

## Traditionelle Techniken (analoge Fotografie)
Bei Fotos, die man nachträglich freistellen möchte, sind gängige Techniken der dann erforderlichen Retusche im herkömmlichen Fotolabor u. a.
- das Maskieren (kommt manchmal auch schon während der Aufnahme zum Einsatz; jeder kennt die Schlüsselloch- oder Fernglas-Bilder aus Filmen, die andeuten sollen, dass ein Akteur gerade diesen Blick hat)
- das Abwedeln
- das Abschwächen unerwünschter oder zu vordergründiger Partien mit entsprechenden Chemikalien (siehe Farmerscher Abschwächer)
- die Freistellmaske wird manuell auf dem Leuchttisch nach der Fotografie aus einer Maskierfolie geschnitten oder mit Rötel gezeichnet.

Die simpelste Methode ist die, die bei der Schnittmontage vorherrscht: das Motiv wird sorgfältig ausgeschnitten, auf rein weißen Hintergrund montiert (geklebt) und erneut abfotografiert (siehe Reprofotografie).
Bei der Fotografie größerer Gegenstände wird das Objekt vor eine Hohlkehle positioniert, auch um störende Raumlinien zu vermeiden.

## Elektronische Bildbearbeitung

Freistellen mit Pfaden

In der elektronischen Bildbearbeitung kommen verschiedene Werkzeuge für die Maskierung zum Einsatz, die zum Auswählen zu löschender Bildpartien dient. Die bedeutendsten davon sind:
- der Zauberstab und die Chroma-/Farbmaske für automatisches Maskieren (gleiche Farbbereiche werden innerhalb einer wählbaren Toleranzschwelle maskiert). Dieses automatische Verfahren ist jedoch relativ ungenau, vor allem bei Aufnahmen mit Gegenlicht vor weißem Hintergrund wird oft das Objekt ungewollt maskiert.
- das Lasso für freihändiges Maskieren (in manchen Programmen dezidiert Freihandmaske genannt)
- die Maskierung mittels vergebener Formen (Kreis, Quadrat bzw. Ellipse und Rechteck)
- der Pfad (erstellt mit dem Zeichenstift-Werkzeug). Ähnlich dem Lasso, jedoch kann jede Form exakt nachgezeichnet werden. Um zum Beispiel einen Kreis nachzuzeichnen, sind im Gegensatz zum Lasso weniger Punkte notwendig. Während mit dem Lasso nur gerade Linien gesetzt werden können beziehungsweise sich das Lasso automatisch an ein Objekt anschmiegt, was letztendlich zu einer eckigen oder ungenauen Maskierung führt, können Pfade jede Kontur genau nachziehen, da die einzelnen Strecken abgerundet werden können. Das Zeichenstiftwerkzeug funktioniert hierbei, wie in Adobe Illustrator, nach dem Prinzip der Bézierkurve. Der große Vorteil des gesetzten Pfades ist, dass man ihn im Nachhinein immer wieder auswählen und auch korrigieren kann. Der Pfad bleibt sogar nach dem Abspeichern im JPG-, TIFF- und PSD-Format erhalten.[1]

Danach werden die maskierten Bildpartien mit dem Füllwerkzeug durch eine gewünschte einheitliche Farbe ersetzt (meist Weiß oder Schwarz), beziehungsweise wird der Hintergrund entfernt.

## Weitere Bedeutungen

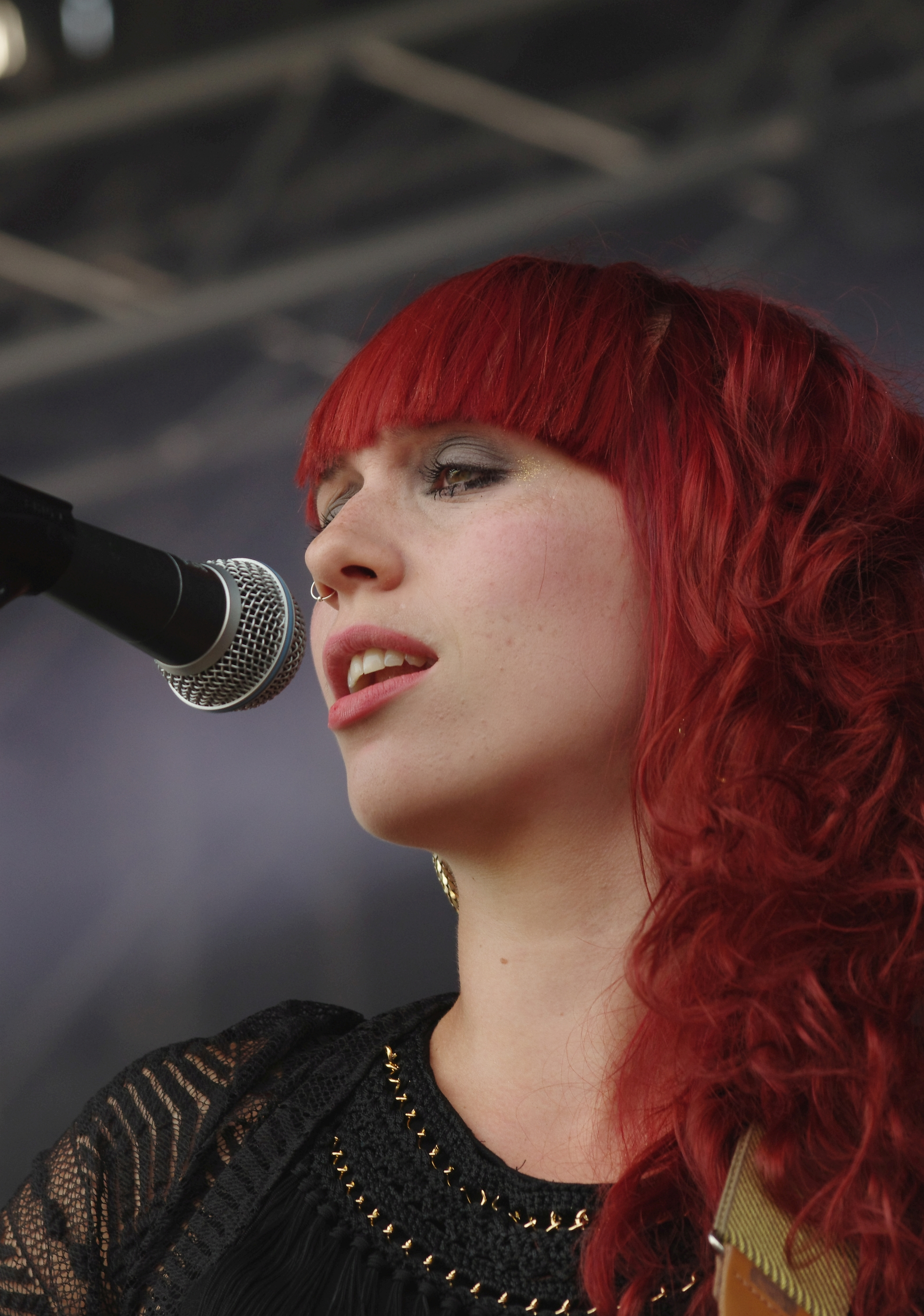
Freistellen durch geringe Schärfentiefe

Mit Freistellen wird in der Fotografie häufig auch eine Bildgestaltungstechnik bezeichnet, die durch gezielten Einsatz geringer Schärfentiefe ein Objekt von einem unscharfen Hintergrund abhebt. Hierzu werden meist lichtstarke Objektive und längere Brennweiten eingesetzt.